# New Hope (Pennsylvania)
New Hope ist ein Borough in Solebury Township, Bucks County, Pennsylvania. Das U.S. Census Bureau hat bei der Volkszählung 2020 eine Einwohnerzahl von 2.612 ermittelt.
Die Stadt liegt an der Westseite des Delaware River. Auf der anderen Seite des Flusses liegt Lambertville, New Jersey.

## Heute
Im Jahr 2012 lebten ungefähr 2500 Personen in New Hope. Die Bevölkerung setzte sich aus 88,6 % Weißen, 7,3 % Latinos, 1,9 % Asiaten, 1,1 % Afroamerikanern und 0,1 % amerikanischen Ureinwohnern zusammen. Von 1160 registrierten Haushalten hatten ca. 16,7 % Kinder unter 18 Jahre. 56,3 % der Haushalte gaben an, nicht verheiratet zu sein. Das durchschnittliche Einkommen pro Haushalt lag bei 60.883 $ und pro Familie bei 87.868 $. Seit den 1950er Jahren hat New Hope eine große homosexuelle Gemeinde.
New Hopes Hauptindustriezweig ist heute der Tourismus. Am Wochenende sind die Straßen und Restaurants voll mit Besuchern aus der Umgebung. Nur 10 km von New Hope befindet sich mit dem Washington Crossing Historic Park eine bekannte Sehenswürdigkeit.

## Geschichte
New Hope liegt an der „Old York Road“ zwischen New York City und Philadelphia.
Zuerst war die Stadt unter dem Namen „Coryell Ferry“ bekannt. Der Name ging auf den Betreiber der Fähre über den Delaware zurück. Der neue Stadtnamen bezieht sich auf den Wiederaufbau nach einem Großfeuer im Jahre 1790.
Die Nacht bevor George Washington mit seinen Truppen den Delaware Fluss überquerte, übernachtete er in New Hope. Washington ließ die Fähre zerstören, damit sie nicht von den britischen Truppen genutzt werden konnte.
Ab 1890 wurde eine Eisenbahn gebaut, welche bis 1966 in Betrieb war. Heute wird die Eisenbahn nur noch für den Tourismus eingesetzt.
1989 beging der Polit- und Sozial-Aktivist Abbie Hoffman Selbstmord in New Hope.

## Überflutungen
Im Jahre 2004 and 2006 wurde New Hope durch den Delaware Fluss überflutet. Die Innenstadt stand für mehrere Tage unter Wasser.

## Bekannte Personen
- John Renshaw Carson (1886–1940), Nachrichtentechniker
- Chester Morris (1901–1970), Schauspieler
- Justin B. Herman (1907–1983), Drehbuchautor, Filmregisseur, Filmproduzent und Cartoonist
- Leon Liebgold (1910–1993), polnischer Schauspieler
- Gabrielle Hamilton (* 1966), Köchin
- Aaron Freeman, Künstlername Gene Ween (* 1970), Gründungsmitglieder der Band Ween
- Mickey Melchiondo, Künstlername Dean Ween (* 1970), Gründungsmitglieder der Band Ween
- Chad I Ginsburg (* 1972), Musiker und Produzent, Sänger der Band CKY
- Winter Ave Zoli (* 1980), Schauspielerin